# Lockerbie Scrub

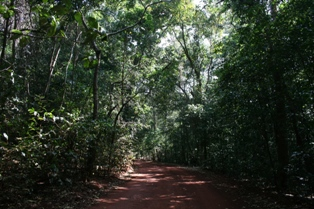
Lockerbie-Scrub-Regenwald

Lockerbie Scrub ist ein 230 km² großes Gebiet an geschlossenem Wald und Kernwuchs. Es ist umgeben von offenem tropischem Savannen-Waldland und befindet sich an der nördlichen Spitze der Kap-York-Halbinsel in Far North Queensland, Australien.